# Kościół Matki Bożej Królowej Polski w Nisku
Kościół Matki Bożej Królowej Polski w Nisku – rzymskokatolicki kościół parafialny należący do parafii pod tym samym wezwaniem (dekanat Nisko diecezji sandomierskiej). Znajduje się w Malcach, części miasta Nisko, w województwie podkarpackim.
Jest to świątynia wzniesiona w latach 1977-1983 według projektu opracowanego przez mgr. inż. Romana Orlewskiego. Projekt malowania świątyni i kaplicy oraz polichromia w świątyni i obrazy na płótnie w kaplicy są dziełem artysty malarza Zbigniewa Gizeli z Krakowa. Wystrój wnętrza został wykonany według projektu architekta wnętrz Macieja Rudnickiego z Krakowa. Uroczyście świątynię poświęcił biskup Ignacy Tokarczuk w dniu 10 kwietnia 1983 roku. Kilka prac renowacyjnych i inwestycyjnych zostało wykonanych po 2002 roku. (m.in. zostało przebudowane prezbiterium, wymieniono okna, odnowiono zabytkowy obraz Matki Bożej). Kościół przylega do poprzedniej, neoromańskiej, ceglanej kaplicy z 1910 roku. Modernistyczna świątynia jest budowlą niesymetryczną. Centralną jego częścią jest wysoka nawa główna z podłużnymi prostokątnymi oknami z jednej strony i poprzecznymi z drugiej, nakryta jednospadowym dachem. Po lewej stronie jest usytuowana niska nawa boczna, po prawej – wspomniana wyżej kaplica. Fronton po lewej stronie przechodzi niejako we wtopioną w fasadę wieżę, skosem dachu wznoszącą się ku frontowi kościoła. Po prawej stronie z tyłu, przy niższym prezbiterium jest podobne do frontonu, ale skierowane w prawą stronę, skośne wzniesienie, podkreślające rzeźbiarski charakter modernistycznej budowli. Analogicznie zresztą za pomocą betonowych imitacji pilastrów i gzymsów została wyrzeźbiona tylna ściana prezbiterium.